# Santa Isabel (La Pampa)
Santa Isabel é um município da província de La Pampa, na Argentina.

## Geografia
Santa Isabel localiza-se a 543 km de Buenos Aires e a 123 km da capital provincial Santa Rosa.
A atividade local mais produtiva é a criação de caprinos, objetivo da maioria dos campos lá existentes.

### Acessos
- RP 143 e RP 10
- Ruta Nacional 151 (RN 151)